# 东瀼口镇
东瀼口镇，是中华人民共和国湖北省恩施土家族苗族自治州巴东县下辖的一个乡镇级行政单位。

## 行政区划
东瀼口镇下辖以下地区：
东瀼口村、陈家岭村、宋家梁子村、雷家坪村、旧县坪村、焦家湾村、金甲山村、张家坪村、牛洞坪村、羊乳山村、上构坪村、下构坪村、黄腊石村、绿竹筏村、贾家湾村、孟家垭村、石梁子村、大阳村、石板村、阳坡村、大坪村和白泉寺村。